# 솔로몬 케인

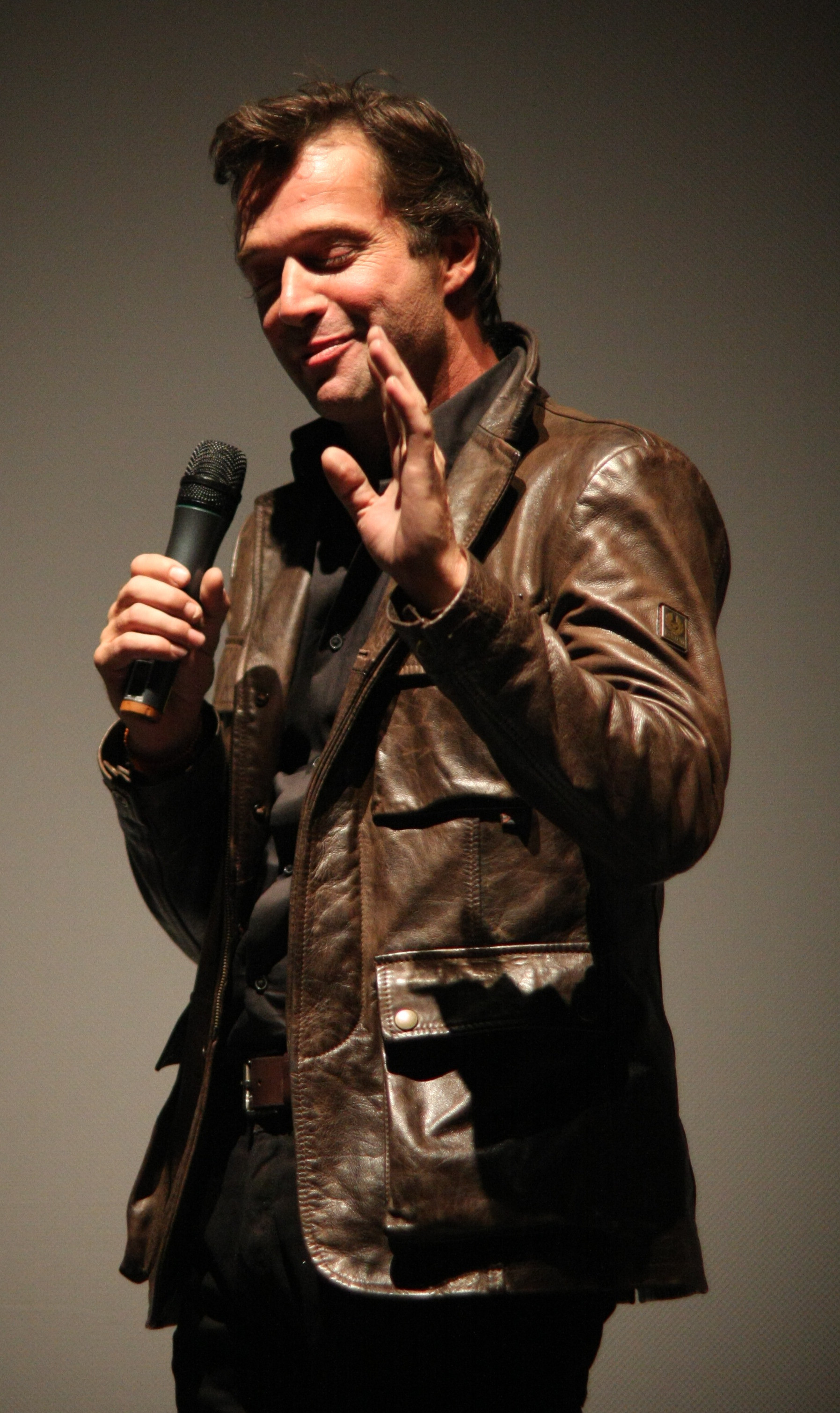

솔로몬 케인(영어: Solomon Kane)은 로버트 E. 하워드에 의해 만들어진 가상의 캐릭터이다. 대부분의 내용은 펄프 잡지 〈위어드 테일스〉에 발표되었다.